# Léo Jaraguá
Leonardo Mendonça da Rosa, mais conhecido como Léo, nascido no Brasil a 21 de maio de 1987, é um jogador profissional de futsal que joga atualmente pelo Sporting Clube de Portugal.

## Palmarés internacional
- Copa Intercontinental de Futsal (1)

2014
- Liga dos Campeões de Futsal da UEFA (3)

2012/13, 2014/15, 2018/19
- Copa Libertadores de Futsal (1)

2006